# Robert Cornelius
Robert Cornelius   (Filadèlfia, 1 de març de 1809 - Frankford, 10 d'agost de 1893) va ser un empresari nord-americà i pioner en el camp de la fotografia. L'autoretrat que es va fer l'octubre o novembre de 1839 és considerat el primer autoretrat fotogràfic de la història.

## Biografia
Cornelius va néixer a Filadèlfia a l'estat de Pennsilvània, l'1 de març de 1809. La seva mare era Sarah Soder i el pare, Christian Cornelius, era un immigrant neerlandès que havia arribat d'Amsterdam el 1783. El seu pare treballarà com a orfebre als Estats Unis abans d'obrir una empresa pròpia dedicada a la fabricació de llums.
El jove Robert Cornelius va anar a una escola privada on es va apassionar per la química. El 1831 va començar a treballar pel seu pare i s'hi va especialitzar en plaques de plata i el polit de metalls. El 1832 es va casar amb Harriet Comly (també anomenada Comely) amb qui hi tindrà vuit fills: tres nens i cinc nenes.
Cornelius va adquirir renom en la seva feina, fins al punt que poc després de la invenció del daguerrotip, Joseph Saxton es va posar en contacte amb ell per a fer un daguerrotip per a l'escola Central High School de Filadèlfia. Aquesta trobada va ser decisiva per entendre l'interès posterior de Cornelius per a la fotografia. Gràcies als seus coneixements en química i metal·lúrgia, i gràcies també a l'ajuda del químic Paul Beck Goddard, Robert Cornelius es va dedicar al perfeccionament de la tècnica del daguerrotip.

## L'autoretrat de 1839
Pels volts del mes d'octubre de 1839, quan tenia trenta anys, es va fer una autoretrat davant de la botiga familiar. El daguerreotip que en va sortir és un retrat descentrat d'un home dempeus, amb els braços plegats i els cabells esvalotats. Aquesta foto, que va obligar Robert Cornelius a mantenir-se immòbil durant 10-15 minuts, és la primera fotografia coneguda on surt una persona d'una manera intencionada.

La primera fotografia de la història on surt la silueta reconeixible d'una persona la va fer Louis Daguerre un any abans a l'avinguda Boulevard du Temple a París. En aquesta fotografia apareixen dos homes a la vorera, on un neteja les sabates a l'altre. Aquests dos homes van romandre al mateix lloc prou de temps perquè l'exposició de la placa fotogràfica en gravés la imatge.

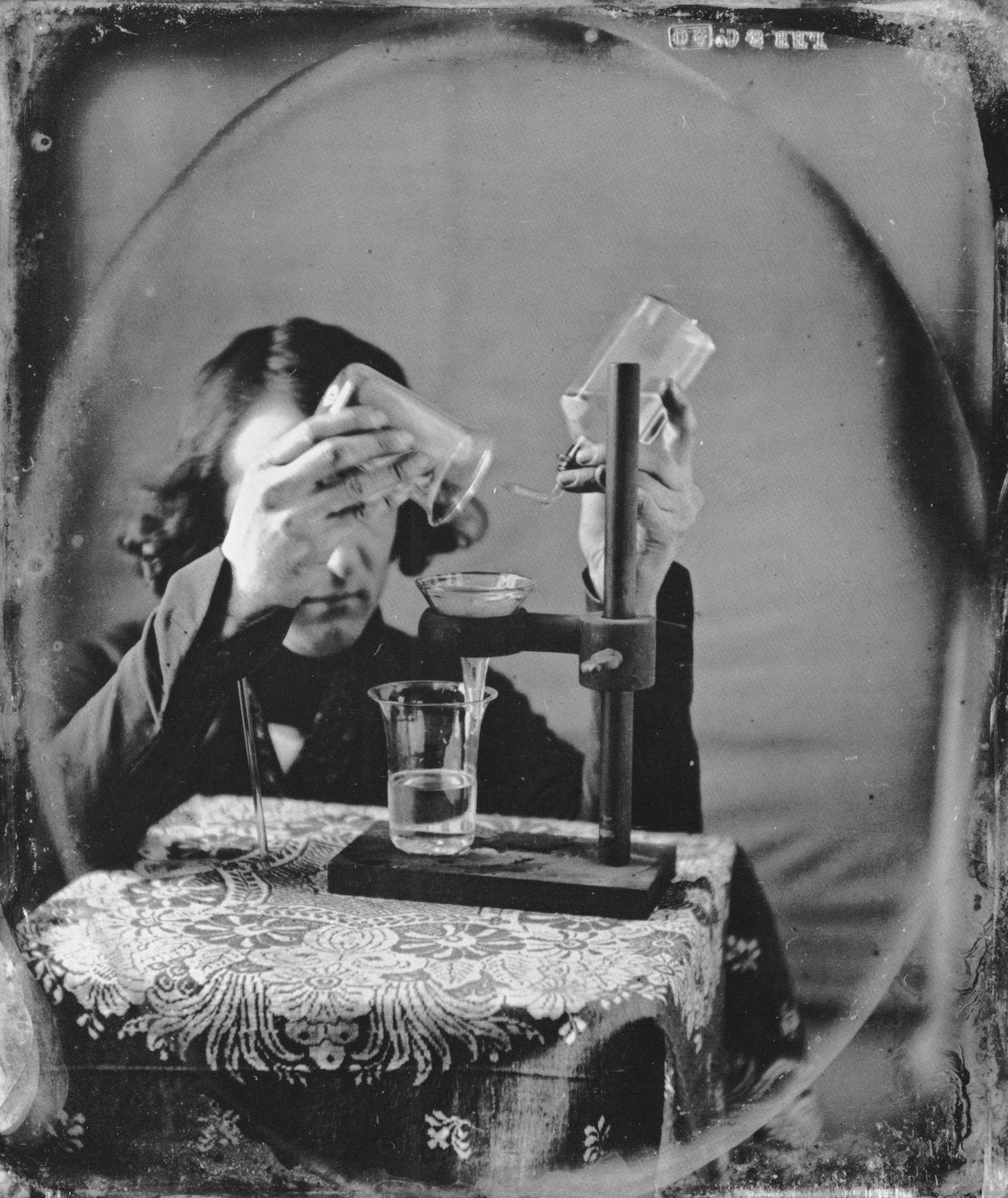
Segon autoretrat de Cornelius fet el 1843,

L'autoretrat de Cornelius sovint es considera com el primer retrat i, alhora, el primer autoretrat fotogràfic de la història. Segons André Gunthert, alguns dels assajos d'Hippolyte Bayard són anteriors d'uns mesos, però Cornelius es considera el primer en haver sabut reduir prou el temps d'exposició per a fer possible un retrat.
L'artista colombià Óscar Muñoz va homanatjar aquesta fotografia en la seva obra del 2009 Ante la imagen.

## Fi de la carrera fotogràfica
Robert Cornelius va obrir dos dels primers estudis fotogràfics que van existir als Estats Units entre 1839 i 1843. Tanmateix, a mesura que la fotografia es va popularitzar i altres estudis van aportar noves tècniques, Cornelius va perdre l'interès per la fotografia i es va dedicar plenament al negoci familiar.
Es va jubilar el 1877. Va passar els últims anys de la seva vida a la casa familiar del districte de Frankford de Filadèlfia. Va ser elder a l'Església presbiteriana, de la qual va ser membre durant cinquanta anys. Va morir a casa seva el 10 d'agost de 1893.